# Союз польских патриотов
Сою́з по́льских патрио́тов (пол. Związek Patriotów Polskich) — политическая организация, созданная 1 марта 1943 года на территории СССР польскими общественными и политическими деятелями, представителями творческой интеллигенции. В составе активистов преобладали коммунисты и сторонники левых взглядов (левые социалисты и беспартийные). В руководство организации входили Ванда Василевская, Альфред Лямпе, Юлия Бристигер, Александр Завадский, Зыгмунт Модзелевский и Влодзимеж Сокорский.

## История создания
В мае 1943 года, по инициативе «Союза польских патриотов» началось формирование 1-й польской пехотной дивизии им. Т. Костюшко (а впоследствии — и иных польских воинских частей и подразделений).
9-10 июня 1943 года, на I съезде СПП было избрано высшее руководство организации — «Главное управление» (Zarząd Główny), а также принята Идейная декларация «Союза польских патриотов» — программный документ, в котором были определены основные принципы деятельности организации:
- борьба за национальное и социальное возрождение Польши и создание народно-демократического государства, дружественного к СССР;
- вооруженная борьба с гитлеровской Германией и её сателлитами, поддержка антифашистской борьбы славянских народов на основе принципов интернационализма;
- организационная, культурно-просветительская деятельность в среде польской эмиграции
- социальная и материальная помощь польским эмигрантам на территории СССР.

В июле 1944 года Главное Управление СПП формально вошло в подчинение Крайовой Раде Народовой. СПП принял участие в создании Польского комитета национального освобождения. В 1944—1946 годах СПП руководил процессом переселения поляков и евреев из СССР в Польшу.
10 августа 1946 года Союз польских патриотов закончил свою деятельность в связи с возвращением на родину большей части польских эмигрантов.

## Организационная структура
Союз польских патриотов являлся самой массовой организацией польской эмиграции на территории СССР. Председателем Союза польских патриотов была Ванда Василевская. В состав президиума организации входили Ванда Василевская, Альфред Лямпе, Александр Завадский, Зыгмунт Модзелевский, Влодзимеж Сокорский, Францишек Кубш, Якуб Парнас, Александр Клос и Антон Сивицкий.
В составе СПП действовали 98 областных, 432 районных организаций и 1250 местных кружков.

## Основные направления деятельности
- организационная деятельность: привлечение поляков на территории СССР, в Польше и эмиграции к участию в антифашистском движении (в частности, организация польских вооруженных формирований на территории СССР; привлечение поляков к участию в стахановском движении; сбор пожертвований и др.);
- издательская и культурно-просветительская деятельность: в годы войны на территории СССР действовало 120 польских библиотек, свыше 200 драмкружков, 80 хоров, 20 балетов, 33 оркестра, 4 польских театра[4], 645 культурно-просветительских комиссий, в составе которых работали польские эмигранты и граждане СССР — поляки по национальности. Для польских школ в СССР было издано более 75 тыс. учебников и около 18 тыс. учебных пособий на польском языке, а также 25 томов избранных произведений польских классиков и современных польских писателей, общим тиражом 80 тыс. экз.[4].

В июне 1943 года для детей младшего и среднего возраста было начато издание образовательного журнала «Пломычек» («Огонёчек»), первоначально он выходил в виде четырёхстраничного приложения к журналу «Новые горизонты».
- агитационно-пропагандистская деятельность:

- издание журнала «Nowe Widnokręgi»; нескольких газет — «Wolna Polska», «Żołnierz Wolności», «Голос солдата» ("Głos Żołnierza", «Глос жолнежа»), «К бою» ("Do boju", «До бою»); листовок…
- публикации в советских изданиях, журнале «Славяне» и др.
- 10 марта 1944 г. решением Союза польских патриотов было создано информационное агентство «Польское Агентство Печати». До июля 1944 г. центральное бюро информагентства находилось в Москве, позднее было перенесено в Лодзь, а в следующем, 1945 году — в Варшаву.
- с 30 июля 1944 года началось вещание радиостанции им. Т. Костюшко.

- социальная деятельность: на территории СССР было создано 248 школ, в которых обучались свыше 18 тысяч польских детей; 84 детских сада и несколько польских групп в советских детсадах, в которых было 3 тыс. польских детей[6]; 56 детских домов для польских детей-сирот[4]; были также организованы дома для инвалидов и престарелых.